# Saluc
Saluc aus Callenelle in der belgischen Gemeinde Péruwelz (Provinz Hennegau) ist Weltmarktführer in der Herstellung von Billardbällen: Das Unternehmen stellt 80 Prozent der Weltproduktion her.

## Geschichte
Gegründet wurde Saluc 1923 als Produktionsbetrieb für synthetische Gerbstoffe für Gerbereien, von denen die Firma etwa 40 Betriebe in der Umgebung belieferte. Als diese Branche in den 1950er Jahren langsam ausstarb und die Gerbereien von Chemiegroßproduzenten beliefert wurden, spezialisierte sich die Firma auf die Herstellung von Billardbällen unter dem Markennamen „Aramith®“. Hinter dem geschützten Begriff verbirgt sich reines, polyesterfreies Phenolharz.
Im Mai 2012 übernahm der belgische Billardtuchhersteller Iwan Simonis die Firma.

## Produktpalette
- Billardbälle
- Bowlingkugeln
- Präzisions-Industriekugeln (z. B. für Lager, Pumpen, Wolframkugeln etc.)
- Trackballs